# 9397 Lombardi
9397 Lombardi este un asteroid din centura principală, descoperit pe 6 septembrie 1994, de Stroncone.